# Odontria rossi
Odontria rossi är en skalbaggsart som beskrevs av White 1846. Odontria rossi ingår i släktet Odontria och familjen Melolonthidae. Inga underarter finns listade i Catalogue of Life.